# جبال تسالا
جبال تسالا هي سلسلة من الجبال الواقعة في الأطلس التلي في الجزائر. تتواجد في الجنوب الغربي من مدينة وهران على بعد كيلومترات من بلدية وادي تليلات، وإنها تقع فوق تلال عين تموشنت وشمال سبخة وهران بتلال المنخفضة. أما سيدي بلعباس تتواجد في جنوبه.

## نبذة
أكبر قمة فيها هي قمة تسالا والتي تبلغ 1 061 م في جبل تسالا. وتقع جبال الظهرة في 6 ولايات هي مستغانم وتيبازة والشلف والمدية وعين الدفلى وغليزان وتسمى هذه المنطقة بمنطقة الظهرة الكبرى وعاصمتها هي ولاية مستغانم. وأهم شهداء هذه الولاية القائد بومعزة، وأهم اطباقها البطاطة المقلية والظهرة، ليست الجبال فقط بل أيضا سهولها وغاباتها وهضابها وشواطئها وتبلغ مساحة الظهرة ما يقارب 20 000 كم2 أي ما يقارب عشر الجزائر 1/10 وأما شاطئها يقارب 400 كم أي مايقارب ثلث شواطئ الجزائر وتسمى عاصمة الظهرة الكبرى مستغانم بكندا الجزائر. لأن أهم محاصيل ولاية مستغانم العنب وعلم كندا به ورقة شجرة تشبه ورقة العنب.

## تاريخ
غالبًا ما وجد السكان المحليون ملاذًا هناك عندما شعروا بالتهديد منذ العصر الروماني وحتى الفترة الاستعمارية. وكان الاحتلال الروماني لهذه المنطقة، التي تسكنها قبائل أمازيغية، عسكريًا بشكل شبه حصري. توجد بقايا التحصينات الرومانية في عين زرتيتة وعين بنت سلطان.
وفي بداية القرن الثامن، سكنت منطقة تسالا قبيلة مدوينة، كما روى ابن خلدون، الذين احتلوا هذه المرتفعات وكذلك الأراضي الخصبة المحيطة بها. ثم استقرت قبيلة المغراوة البربرية من الشلف إلى تلمسان، مما ميز وجودها في المنطقة. وتبعهم بني راشد الذين هاجروا بعد احتلالهم جبل عمور نحو تسالا، ومن هناك تقدموا نحو جبال بني شقران.
وقد وثق ابن خلدون وصول بني عامر إلى تسالة، في وقت يتوافق مع زمن المؤرخ نفسه. وبعد ذلك، مارست قبيلة حازدج، فرع من بني عامر، سيطرتها على منطقة تسالة.
فقدت الكتلة الصخرية جزءًا من سكانها خلال الحرب الجزائرية بسبب المناطق المحظورة. ومع ذلك، فهي اليوم تحيط بسلسلة من القرى في جميع أنحاء سفوح التلال.
حتى الفترة الاستعمارية، كانت الكتلة الصخرية موطنًا للحيوانات البرية مثل الأسود والضباع والفهود السوداء.[بحاجة لمصدر]